# Ляшко Марія Феофанівна
Марія Феофанівна Ляшко (? — ?) — українська радянська діячка, зоотехнік колгоспу імені Петровського Царичанського району Дніпропетровської області. Депутат Верховної Ради СРСР 3-го скликання.

## Життєпис
Народилася в селянській родині.
На 1950 рік — зоотехнік колгоспу імені Петровського Царичанського району Дніпропетровської області.